# Jean-Louis Descloux
Jean-Louis Descloux (Suiza, 3 de noviembre de 1937) fue un atleta suizo especializado en la prueba de 4x400 m, en la que consiguió ser medallista de bronce europeo en 1962.

## Carrera deportiva
En el Campeonato Europeo de Atletismo de 1962 ganó la medalla de bronce en los relevos de 4x400 metros, con un tiempo de 3:07.7 segundos, llegando a meta tras los equipos formados por atletas de Alemania del Oeste y de Reino Unido (plata).